# مطر (اسم)
مطر هو اسم علم مذكر من أصل عربي، ومعناه هو الغيث، الماء الهاطل من السحاب.

## شخصيات تحمل الاسم
- مطر الأحمدي (صحفي سعودي، 1953 – )
- مطر المالود (حكم كرة قدم بحريني)
- مطر الوراق (تابعي وأحد رواة الحديث النبوي، – 747)
- مطر خليفة
- مطر علي الكواري (1962 – )
- مطر فال (18 مارس 1982[3] – )
- مطر محمد (1939 – 7 ديسمبر 1995)
- مطر مطر (سياسي بحريني، 3 مايو 1976 – )

مطر عايد البقمي شيخ لنفسه ويسوى شيخ بختمه

## وصلات خارجية
- موسوعة السلطان قابوس لأسماء العرب